# Oncideres miniata
Oncideres miniata là một loài bọ cánh cứng trong họ Cerambycidae.